# جيمس سيغل
جيمس سيغل (بالإنجليزية: James Siegel)‏ (20 أبريل 1954، نيويورك في الولايات المتحدة)؛ كاتِب ومؤلِّف وروائي أمريكي.

## روابط خارجية
- جيمس سيغل على موقع IMDb (الإنجليزية)